# کاپا ارابه‌ران
کاپا ارابه‌ران یک ستاره است که در صورت فلکی ارابه‌ران قرار دارد.